# Liste der Baudenkmäler in Aidhausen
Auf dieser Seite sind die Baudenkmäler in der unterfränkischen Gemeinde Aidhausen zusammengestellt. Diese Tabelle ist eine Teilliste der Liste der Baudenkmäler in Bayern. Grundlage ist die Bayerische Denkmalliste, die auf Basis des Bayerischen Denkmalschutzgesetzes vom 1. Oktober 1973 erstmals erstellt wurde und seither durch das Bayerische Landesamt für Denkmalpflege geführt wird. Die folgenden Angaben ersetzen nicht die rechtsverbindliche Auskunft der Denkmalschutzbehörde.
 Diese Liste gibt den Fortschreibungsstand vom 28. Mai 2022 wieder.

## Baudenkmäler nach Ortsteilen

### Aidhausen
| Lage | Objekt                                                       | Beschreibung | Akten-Nr.                        | Bild           |
| --- | ------------------------------------------------------------ | --- | -------------------------------- | -------------- |
| Am Haag 17 (Standort) | Wohnhaus                                                     | Langgestreckter, zweigeschossiger traufständiger Fachwerkbau auf massivem Sockel, mit Satteldach und einarmiger Freitreppe, 18./19. Jahrhundert                                                                                  | D-6-74-111-11 Wikidata           | weitere Bilder |
| Am Haag 27 (Standort) | Wohnhaus                                                     | Giebelständiges Fachwerkhaus auf massivem Sockelgeschoss mit Satteldach, 1826 | D-6-74-111-12 Wikidata           | weitere Bilder |
| Am Haag 27 (Standort) | Pietàrelief                                                  | Im Giebel, bezeichnet „1733“ | D-6-74-111-12 Wikidata           | weitere Bilder |
| An den Gaden (Standort) | Katholische Pfarrkirche St. Peter und Paul                   | Chorturmkirche, Langhaus Saalbau mit Satteldach, Fassade mit Figurennische und Volutengiebel 1755–1779, Turm 14. Jahrhundert, 1565 erhöht; mit Ausstattung                                                                       | D-6-74-111-2 Wikidata            | weitere Bilder |
| An den Gaden 1, 1a, 2 (Standort)                                                                                                | Reste des alten Kirchgadens                                  | 16.–20. Jahrhundert, nach Zerstörung 1793 teilweise abgebrochen und um 1880 wiedererrichtet, Gaden südwestlich der Kirche bezeichnet „1569“, teilweise mit Kellereingängen, von Gaden auf Flur Nr. 19 nur Kellereingang erhalten | D-6-74-111-2 Wikidata            | weitere Bilder |
| An den Gaden, an der Kirche (Standort)                                                                                          | Grabplatte                                                   | Mit Wiederkreuz und Wappenfigur, Sandstein, spätmittelalterlich | D-6-74-111-3 Wikidata            | Grabplatte     |
| An den Gaden 1 a, vor der Kirche (Standort)                                                                                     | Bildstock                                                    | Reich gestaltete Säule, Aufsatz mit Reliefs der Krönung Mariens und der Vierzehn Heiligen, Spätrokoko, 1801 | D-6-74-111-4 Wikidata            | weitere Bilder |
| An der Happertshausener Straße, bei Buschobstanlage (Standort)                                                                  | Bildstock                                                    | Säule auf gestuftem Sockel, Aufsatz mit Marienkrönung, Sandstein, spätbarock, um 1800 | D-6-74-111-26 Wikidata           | weitere Bilder |
| Donnereller (Standort) | Wegkreuz                                                     | Kruzifix im Dreinageltypus auf Inschriftsockel, Sandstein, neugotisch, um 1870/80 | D-6-74-111-113 Wikidata          | Wegkreuz       |
| Dorfplatz 1 (Standort) | Hofanlage, Wohnhaus                                          | Zweigeschossiges und giebelständiges Gebäude mit Satteldach, verputztes Fachwerk, im Kern 17./18. Jahrhundert, im 19. Jahrhundert verändert                                                                                      | D-6-74-111-8 Wikidata            | weitere Bilder |
| Dorfplatz 1 (Standort) | Hofanlage, Pforte                                            | mit Rahmung, um 1800 | D-6-74-111-8 Wikidata            | weitere Bilder |
| Aidhausen Dorfplatz 1 (Standort)                                                                                                | Hofanlage, Wirtschaftsgebäude                                | Mit Fachwerkobergeschoss, 19. und 20. Jahrhundert | D-6-74-111-8 Wikidata            | weitere Bilder |
| Dorfplatz 4 (Standort) | Wohnhaus                                                     | Zweigeschossiger Satteldachbau, Sandsteinquader und Fachwerkobergeschoss, um 1870 | D-6-74-111-7 Wikidata            | weitere Bilder |
| Dorfplatz 5 (Standort) | Ehemaliges Wohnstallhaus                                     | Langgestreckter, giebelständiger und eingeschossiger Bau mit Halbwalmdach, verputztes Fachwerk auf massivem Sockel, 18./19. Jahrhundert                                                                                          | D-6-74-111-6 Wikidata            | weitere Bilder |
| Frankenstraße 16 (Standort) | Wohnhaus                                                     | Giebelständiges Fachwerkhaus mit Frackdach und traufseitiger Außentreppe, bezeichnet „1736“, später verändert | D-6-74-111-24 Wikidata           | weitere Bilder |
| Frankenstraße 16 (Standort) | Hoftor                                                       | Mit Fußgängerpforte und Kugelaufsätzen, Sandstein, 19. Jahrhundert | D-6-74-111-24 Wikidata           | weitere Bilder |
| Frankenstraße 18 (Standort) | Wohnhaus                                                     | Giebelständiger eingeschossiger Fachwerkbau mit Satteldach, wohl 17. Jahrhundert | D-6-74-111-105 Wikidata          | weitere Bilder |
| Frankenstraße 22 (Standort) | Wohnhaus                                                     | Giebelständig und zweigeschossiges Halbwalmdachhaus mit Fachwerkobergeschoss, Giebel verschiefert, 18./19. Jahrhundert, mit älterem Kern                                                                                         | D-6-74-111-23 Wikidata           | weitere Bilder |
| Frankenstraße 22 (Standort) | Hoftor                                                       | Mit Kreuzschlepper und Aufsätzen, Sandstein, um 1800 | D-6-74-111-23 zugehörig Wikidata | weitere Bilder |
| Frankenstraße 22, Kurze Gasse (Standort)                                                                                        | Zweigeschossiges Nebengebäude                                | Mit massivem Erdgeschoss und Satteldach, 18. Jahrhundert, Fachwerkobergeschoss 19. Jahrhundert | D-6-74-111-23 zugehörig Wikidata | BW             |
| Frankenstraße 22, Kurze Gasse (Standort)                                                                                        | Fachwerkscheune                                              | Mit Satteldach, 18. Jahrhundert, im 19. Jahrhundert erweitert | D-6-74-111-23 zugehörig          | weitere Bilder |
| Frankenstraße 24 (Standort) | Wohnhaus                                                     | Eingeschossiger, giebelständiger Fachwerkbau mit traufseitiger Laube und Satteldach, erste Hälfte 19. Jahrhundert | D-6-74-111-22 Wikidata           | weitere Bilder |
| Frankenstraße 27 (Standort) | Wohnhaus                                                     | Zweigeschossiger Walmdachbau mit Fachwerkobergeschoss, bezeichnet „1858“, mit älterem Kern | D-6-74-111-19 Wikidata           | weitere Bilder |
| Frankenstraße 27, Frankenstraße, Kurze Gasse (Standort)                                                                         | Hoftor mit Kreuzschlepper                                    | Sandstein, klassizistisch, bezeichnet „1840“ | D-6-74-111-19 zugehörig Wikidata | weitere Bilder |
| Frankenstraße 28 (Standort) | Ehemalige jüdische Schule und Lehrerwohnhaus, jetzt Wohnhaus | Zweigeschossiger traufständiger Satteldachbau, Fachwerkobergeschoss verschiefert, 18./19. Jahrhundert | D-6-74-111-20 Wikidata           | weitere Bilder |
| Frankenstraße 29 (Standort) | Wohnhaus                                                     | Zweigeschossiger traufständiger Satteldachbau mit Fachwerkobergeschoss, Ende 19. Jahrhundert | D-6-74-111-17 Wikidata           | weitere Bilder |
| Frankenstraße 30 (Standort) | Ehemalige Synagoge                                           | Zweigeschossiger und giebelständiger Satteldachbau mit Akroteren, rückwärtig Rundbogenfenster zum ehemaligen Gebetsraum, 1869; 1963 Umbau zum Wohnhaus                                                                           | D-6-74-111-21 Wikidata           | weitere Bilder |
| Frankenstraße 32 (Standort) | Wohnhaus                                                     | Zweigeschossig, mit flachem Walmdach, Mittelrisalit und Eckpilaster, spätklassizistisch, zweite Hälfte 19. Jahrhundert | D-6-74-111-13 Wikidata           | weitere Bilder |
| Frankenstraße 32 (Standort) | Nebengebäude                                                 | Mit Gesindewohnungen, zweigeschossiger Bau mit traufseitiger Laube, Fachwerkobergeschoss und vorkragendem Satteldach, zweite Hälfte 19. Jahrhundert                                                                              | D-6-74-111-13 Wikidata           | BW             |
| Frankenstraße 33 (Standort) | Wohnhaus und ehemalige Molkerei                              | Eingeschossiger und traufständiger Krüppelwalmdachbau, Dachgeschoss in Fachwerk, einachsige Zwerchhäuser, rückseitig Eckerker mit Spitzdach, historistisch, 1904, klassizistisches Gartentor, Schmiedeeisen, um 1840/50          | D-6-74-111-106 Wikidata          | weitere Bilder |
| Frankenstraße; Gartenstraße; Kirchgasse; Martinsweg; an der Weggabel der Straßen nach Happertshausen bzw. Wettringen (Standort) | Bildstock                                                    | Bezeichnet „1571“ (Kopie, Original im Rathaus) | D-6-74-111-25 Wikidata           | weitere Bilder |
| Humprechtshausener Weg, Am Trieb (Standort)                                                                                     | Ehemaliges Friedhofskreuz                                    | Mit klassizistischem Sockel, Sandstein, erste Hälfte 19. Jahrhundert | D-6-74-111-114 Wikidata          | weitere Bilder |
| Kaiserstraße 5 (Standort) | Ehemalige Brauerei Bullheller                                | Zweigeschossiger und traufständiger Halbwalmdachbau mit Fachwerkobergeschoss, um 1860 | D-6-74-111-109 Wikidata          | weitere Bilder |
| Kaiserstraße 5 (Standort) | Ehemalige Brauerei Bullheller                                | Zugehöriges Hoftor mit Kugelaufsätzen, bezeichnet „1790“ | D-6-74-111-109 Wikidata          | weitere Bilder |
| Kirchgasse 1a (Standort) | Evangelisch-lutherische Kirche                               | Neugotischer Saalbau mit dreigeschossigem Fassadenturm mit Spitzhelm, 1885 von Heinrich Wildanger und Jakob Herbst; mit Ausstattung                                                                                              | D-6-74-111-5 Wikidata            | weitere Bilder |
| Kuhholz (Standort) | Rote Marter                                                  | Bildstock mit mensaförmigem Unterbau und spitzbogiger Nische, Sandstein, neugotisch, bezeichnet „1888“, mit Reliefplatte der Vierzehn Nothelfer                                                                                  | D-6-74-111-27 Wikidata           | weitere Bilder |
| Nähe Frankenstraße (Standort)                                                                                                   | Friedhofskreuz                                               | Gotisierender Dreinageltypus, Sandstein, bezeichnet „1860“ | D-6-74-111-82 Wikidata           | Friedhofskreuz |
| Pater-Clemens-Fuhl-Platz 2 (Standort)                                                                                           | Hofportal                                                    | Mit toskanischen Pilastern und Volutenkragsteinen, um 1800; mit neugotischer Muttergottes | D-6-74-111-9 Wikidata            | weitere Bilder |
| Pater-Clemens-Fuhl-Platz 7 (Standort)                                                                                           | Wohnhaus                                                     | Zweigeschossiger und giebelständiger Fachwerkbau mit Satteldach, Trauflaube und Zierfachwerk, 18. Jahrhundert | D-6-74-111-10 Wikidata           | weitere Bilder |
| Pater-Clemens-Fuhl-Platz 7 (Standort)                                                                                           | Hofportal                                                    | Mit Pilastergliederung und Immaculata, Sandstein, 18. Jahrhundert | D-6-74-111-10 Wikidata           | weitere Bilder |
| Pater-Kraus-Straße 3 (Standort)                                                                                                 | Wohnhaus                                                     | Zweigeschossiger und giebelständiger Fachwerkbau mit Mansardfrackdach und Krüppelwalm, 18. Jahrhundert, Erdgeschoss massiv, 19. Jahrhundert                                                                                      | D-6-74-111-14 Wikidata           | weitere Bilder |
| Pater-Kraus-Straße 3 (Standort)                                                                                                 | Hoftor                                                       | Mit klassizistischem Dekor und Immaculata, bezeichnet „1856“ | D-6-74-111-14 Wikidata           | weitere Bilder |

### Friesenhausen
| Lage                                                                  | Objekt                                                                         | Beschreibung | Akten-Nr.                         | Bild           |
| --------------------------------------------------------------------- | ------------------------------------------------------------------------------ | --- | --------------------------------- | -------------- |
| Dalbergstraße 1 (Standort)                                            | Wohnhaus                                                                       | Zweigeschossiger Walmdachbau mit Fachwerkobergeschoss und einarmiger Freitreppe, um 1865 | D-6-74-111-37 Wikidata            | weitere Bilder |
| Dalbergstraße 3, Rathausgasse 1 (Standort)                            | Evangelisch-lutherische Pfarrkirche                                            | Saalbau mit eingezogenem Polygonalchor, Satteldach und Giebelfassade, Turm mit Kreuzdach und Spitzhelm, Werksteingliederungen, Sandstein, 1521 erbaut, im 18. und 19. Jahrhundert verändert; mit Ausstattung                                                                                     | D-6-74-111-33 Wikidata            | weitere Bilder |
| Dalbergstraße 4 (Standort)                                            | Bauernhaus                                                                     | Zweigeschossiger und giebelständiger Satteldachbau mit Fachwerkobergeschoss, 1860, rückwärtig zweimalige Verlängerung durch Anbauten mit Fachwerkkniestock und Fachwerkobergeschoss, um 1860/70                                                                                                  | D-6-74-111-36 Wikidata            | weitere Bilder |
| Dalbergstraße 4 (Standort)                                            | Hofportal                                                                      | Historisierend, mit klassizistischen Vasen, Sandstein, bezeichnet „1874“ | D-6-74-111-36 Wikidata            | weitere Bilder |
| Dalbergstraße 8 (Standort)                                            | Wohnhaus, ehemalige katholische Schule                                         | Zweigeschossiger traufständiger verputzter Fachwerkbau mit stichbogigen Rahmungen, 1700 d, 1820–1861 kath. Schule mit Mesnerwohnung, 1890 Ladeneinbau, um 1910 rückwärts um eine Achse erweitert; mit Ausstattung                                                                                | D-6-74-111-115 Wikidata           | weitere Bilder |
| Dalbergstraße 9, mit Zugang von Haus Dalbergstraße 7 (Standort)       | Ehemalige Mikwe                                                                | Gewölbekeller, erste Hälfte 19. Jahrhundert | D-6-74-111-84 Wikidata            | BW             |
| Dalbergstraße 10 (Standort)                                           | Schloss Friesenhausen                                                          | Dreigeschossige Zweiflügelanlage mit Satteldach und Volutengiebeln, Quadermauerwerk mit Werksteingliederungen, Sandstein, Renaissance, erbaut 1563, Veränderungen um 1700 möglicherweise von Joseph Greissing, Ostflügel 1701 (i), Portal 1700 (i), Südflügel 1703 (dendrochronologisch datiert) | D-6-74-111-45 Wikidata            | weitere Bilder |
| Dalbergstraße 10 (Standort)                                           | Schloss Friesenhausen, Zugang über Schlossbrücke                               | Zweibogige Steinbrücke, von Reiterfiguren flankiert, Sandstein, barock, um 1700 | D-6-74-111-45 Wikidata            | weitere Bilder |
| Dalbergstraße 10 (Standort)                                           | Schloss Friesenhausen, Schlossgrabenmauer                                      | Innerer und äußerer Mauerzug aus Sandstein, 16./17. Jahrhundert | D-6-74-111-45 Wikidata            | weitere Bilder |
| Dalbergstraße 12 (Standort)                                           | Toranlage                                                                      | Dreiteilig, über Fußgängerpforten wappenhaltende Löwen, innere Pfeiler mit Aufsätzen, Sandstein, hochbarock, um 1735 | D-6-74-111-45 Wikidata            | weitere Bilder |
| Dalbergstraße 12, Hutstraße 2 (Standort)                              | Ökonomiegebäude des Schlosses                                                  | Dreiflügelig auf der Süd-, West- und Nordseite angeordnete massive eingeschossige Scheunen und Stallungen mit Rundbogentoren und Walmdächern, 1699 (dendro.dat.), Umbau bez. 1811, der Südflügel im Kern mittelalterlich und um 1550                                                             | D-6-74-111-45 Wikidata            | weitere Bilder |
| Dalbergstraße 11 (Standort)                                           | Vierseithof, Wohnhaus                                                          | Zweigeschossiges und giebelständiges Satteldachhaus mit Fachwerkobergeschoss, geschnitzter Eckständer bez. 1845 | D-6-74-111-40 Wikidata            | weitere Bilder |
| Dalbergstraße 11 (Standort)                                           | Vierseithof, Holzlege                                                          | Überdachte Holzlege und Dreschplatz mit Toreinfahrt, Satteldach, straßenseitig abgewalmt, 2. Hälfte 19. Jh. | D-6-74-111-40                     | BW             |
| Dalbergstraße 11 (Standort)                                           | Vierseithof, Scheune                                                           | Satteldachbau, Sandstein und Fachwerk | D-6-74-111-40                     | BW             |
| Dalbergstraße 11 (Standort)                                           | Vierseithof, Stall und Schlachthaus                                            | Eineinhalbgeschossiger Satteldachbau, Sandstein, bez 1852, Stallteil nach Süden modern erweitert | D-6-74-111-40                     | BW             |
| Dalbergstraße 11 (Standort)                                           | Vierseithof, Einfriedung                                                       | An der Dalbergstraße | D-6-74-111-40                     | BW             |
| Dalbergstraße 13 (Standort)                                           | Bauernhaus                                                                     | Eingeschossiges Mansardwalmdachhaus, profilierte Eingangstür, bezeichnet „1811“ | D-6-74-111-41 Wikidata            | weitere Bilder |
| Dalbergstraße 13 (Standort)                                           | Fußgängerpforte                                                                | Sandsteinquadermauer mit Pfosten | D-6-74-111-41 Wikidata            | weitere Bilder |
| Dalbergstraße 15 (Standort)                                           | Katholische Pfarrkirche Mariä Himmelfahrt, ehemalige Nutzung als Schlosskirche | Saalbau mit eingezogenem Chor, Walmdach, reich gegliederte Einturmfassade, Haustein mit Werksteingliederungen, Turm mit Zwiebelhaube und Laterne, 1713/15 von Joseph Greissing, flankierend zwei segmentbogige Portale zum Kirchhof mit Aufsätzen                                                | D-6-74-111-32 Wikidata            | weitere Bilder |
| Dalbergstraße 15 (Standort)                                           | Kirchhofmauer                                                                  | Pfeiler mit Kugelaufsätzen, auf der Ostseite mit Pilastervorlagen, Sandstein, wohl von Joseph Greising, 1713/15, auf der Nord- und Ostseite der Kirche | D-6-74-111-32 Wikidata            | weitere Bilder |
| Dalbergstraße 17 (Standort)                                           | Pfarrhaus                                                                      | Zweigeschossiger massiver Walmdachbau, geohrtes Portal mit einarmiger Freitreppe, 18. Jahrhundert | D-6-74-111-1 Wikidata             | weitere Bilder |
| Dalbergstraße 19, Nähe Dalbergstraße, Rottensteiner Straße (Standort) | Hofmauer                                                                       | Rückwärtig Sandsteinquader, und Ziehbrunnen mit Ädikulagerüst, Sandstein, 18. Jahrhundert | D-6-74-111-1 Wikidata             | weitere Bilder |
| Dalbergstraße, Rottensteiner Straße, an der Brücke (Standort)         | Heiliger Johannes Nepomuk                                                      | Überlebensgroße Steinfigur auf gebauchtem Sockel, Sandstein, um 1750 | D-6-74-111-46 Wikidata            | weitere Bilder |
| Drosselgasse 4 (Standort)                                             | Ehemalige Synagoge                                                             | Eingeschossig und giebelständig, ehemals mit Halbwalmdach, profilierte Tür und Fenster, Mitte 19. Jahrhundert | D-6-74-111-83 Wikidata            | weitere Bilder |
| Marktstraße 9 (Standort)                                              | Bauernhof                                                                      | Giebelständiges und eingeschossiges Wohnhaus mit Satteldach und traufseitiger Laube, Fachwerk, 17./18. Jahrhundert | D-6-74-111-42                     | weitere Bilder |
| Marktstraße 9 (Standort)                                              | Nebengebäude                                                                   | Zwei Scheunen in Fachwerk mit Satteldach, Stall in Massivbauweise, 18./19. Jahrhundert | D-6-74-111-42                     | weitere Bilder |
| Marktstraße 9 (Standort)                                              | Hoftor                                                                         | Mit rundbogiger Pforte | D-6-74-111-42                     | weitere Bilder |
| Marktstraße 13 (Standort)                                             | Wohnhaus                                                                       | Traufständiges Fachwerkhaus mit Mansardfrackdach und Krüppelwalm, straßenseitig Sandsteinquadermauer, bezeichnet „1818“ | D-6-74-111-43 Wikidata            | weitere Bilder |
| Nähe Rottensteiner Straße (Standort)                                  | Friedhofskreuz                                                                 | Dreinageltypus über Inschriftsockel, Sandstein, bezeichnet „1856“ | D-6-74-111-85 Wikidata            | Friedhofskreuz |
| Rottensteiner Straße 1 (Standort)                                     | Bauernhaus                                                                     | Zweigeschossiges und giebelständiges Satteldachhaus mit Fachwerkobergeschoss, Erdgeschoss mit profilierten Fensterrahmen, Eckquaderung, bezeichnet „1719“ | D-6-74-111-35 Wikidata            | weitere Bilder |
| Rottensteiner Straße 1 (Standort)                                     | Hoftor                                                                         | Mit Fußgängerpforte, Pfeiler mit Pilastervorlagen und Aufsätzen, Sturz mit Konsolen, Sandstein, klassizistisch, um 1800 | D-6-74-111-35 Wikidata            | Hoftor         |
| Rottensteiner Straße 4 (Standort)                                     | Bauernhaus                                                                     | Zweigeschossiges und giebelständiges Fachwerkhaus mit Halbwalmdach, bezeichnet „1795“ | D-6-74-111-34 Wikidata            | weitere Bilder |
| Rottensteiner Straße 6 (Standort)                                     | Zimmermühle                                                                    | ehemalige Mühle, vierseitige Anlage: Müllerhaus, eingeschossiges Fachwerkhaus mit Satteldach, mit Untergeschoss, bezeichnet „1857“, mit älterem Kern | D-6-74-111-102 Wikidata           | weitere Bilder |
| Rottensteiner Straße 6 (Standort)                                     | Zimmermühle, Scheune                                                           | Fachwerk und Satteldach, um 1800 | D-6-74-111-102 zugehörig Wikidata | weitere Bilder |
| Rottensteiner Straße 6 (Standort)                                     | Zimmermühle, Scheune                                                           | Zweigeschossig, Sandsteinquader, mit korbbogiger Einfahrt und Satteldach, bezeichnet „1864“ | D-6-74-111-102 zugehörig Wikidata | weitere Bilder |
| Rottensteiner Straße 6 (Standort)                                     | Zimmermühle, Stall                                                             | Sandsteinquader, mit Fachwerkobergeschoss und Satteldach, bezeichnet „1894“ | D-6-74-111-102 zugehörig Wikidata | weitere Bilder |

### Happertshausen
| Lage | Objekt                                  | Beschreibung | Akten-Nr.               | Bild           |
| --- | --------------------------------------- | --- | ----------------------- | -------------- |
| Aidhausener Weg, an der Straße nach Aidhausen (Standort)                                                   | Wegkreuz                                | Dreinageltypus auf volutenflankiertem Sockel, Sandstein, Ende 19. Jahrhundert | D-6-74-111-58 Wikidata  | weitere Bilder |
| Aidhausener Weg, an der Straße Richtung Aidhausen (Standort)                                               | Bildstock                               | Gefaster Pfeiler auf profiliertem Sockel, Aufsatz mit Kreuzigungsgruppe, Sandstein, barock, bezeichnet „1680“                                                                                              | D-6-74-111-57 Wikidata  | weitere Bilder |
| Am Rottensteiner Weg, an der Straße nach Friesenhausen (Standort)                                          | Wegkreuz                                | Dreinageltypus auf gebauchtem Sockel, Sandstein, bezeichnet „1876“ | D-6-74-111-60 Wikidata  | Wegkreuz       |
| Ehrlich, an der Straße nach Wetzhausen (Standort)                                                          | Bildstock                               | Sockel mit gewundener Säule, Aufsatz mit Kreuzigung, neugotisch, bezeichnet „1883“ | D-6-74-111-92 Wikidata  | Bildstock      |
| Hauptstraße 6 (Standort)                                                                                   | Wohnstallhaus                           | Eingeschossiger und giebelständiger Fachwerkbau mit Satteldach, Giebel verblecht, um 1800 | D-6-74-111-88 Wikidata  | weitere Bilder |
| Hauptstraße 6 (Standort)                                                                                   | Zugehörige Einfriedungsmauer und Hoftor | | D-6-74-111-88 Wikidata  | weitere Bilder |
| Hauptstraße 10 (Standort)                                                                                  | Hausfigur Marienkrönung                 | Frühes 19. Jhd., in neugotischem Rahmen, 2. Hälfte 19. Jhd. | D-6-74-111-48 Wikidata  | weitere Bilder |
| Hauptstraße 67 (Standort)                                                                                  | Ehemalige Schmiede                      | Jetzt Wohnhaus, eingeschossiges Fachwerkhaus mit Satteldach und Ecklaube, zum Teil massiv, Giebel mit Zierfachwerk, 1745                                                                                   | D-6-74-111-53 Wikidata  | weitere Bilder |
| Herrengasse 53 (Standort)                                                                                  | Bauernhaus                              | Eingeschossiger und giebelständiger Halbwalmdachbau mit Fachwerkgiebel und Eckquaderung, Mitte 18. Jahrhundert                                                                                             | D-6-74-111-86 Wikidata  | weitere Bilder |
| Hetzer (Standort)                                                                                          | Bildstock                               | Auf Sockel, gefaster Pfeiler, Aufsatz mit Herz-Jesu, Sandstein, neugotisch, um 1860/80 | D-6-74-111-111 Wikidata | Bildstock      |
| Hetzer, am Ostausgang des Ortes (Standort)                                                                 | Wegkapelle                              | Mit Satteldach und Giebelkreuz, bezeichnet „1774“ | D-6-74-111-56 Wikidata  | weitere Bilder |
| Hetzer, am Käshügel/Altholz (Standort)                                                                     | Bildstock                               | Achteckiger Pfeiler auf Inschriftsockel, Aufsatz mit 14 Nothelfern und Immaculata, Sandstein, neugotisch, um 1900                                                                                          | D-6-74-111-103 Wikidata | Bildstock      |
| Ignaz-Ziegler-Straße 64 (Standort)                                                                         | Ehemaliges Pfarrhaus                    | Zweigeschossiges und giebelständiges Satteldachhaus mit traufseitigem Fachwerkobergeschoss, Giebelseite mit profilierten Fensterrahmungen, frühes 17. Jahrhundert                                          | D-6-74-111-91 Wikidata  | weitere Bilder |
| Ignaz-Ziegler-Straße 64 (Standort)                                                                         | Hofmauer mit Einfahrt                   | Sandsteinquader, 19. Jahrhundert | D-6-74-111-91 Wikidata  | weitere Bilder |
| Ignaz-Ziegler-Straße 64a (Standort)                                                                        | Scheune                                 | Satteldachbau, Fachwerk mit massivem Giebel, 19./20. Jahrhundert | D-6-74-111-91 Wikidata  | weitere Bilder |
| Ignaz-Ziegler-Straße 64a (Standort)                                                                        | Ehemaliges Stallgebäude                 | Eingeschossiger Satteldachbau aus Bruch- und Quadermauerwerk, 18. Jahrhundert | D-6-74-111-91 Wikidata  | weitere Bilder |
| Ignaz-Ziegler-Straße 64a (Standort)                                                                        | Ehemaliges Stallgebäude                 | Eingeschossiger Walmdachbau aus Sandsteinquadern, 19. Jahrhundert | D-6-74-111-91 Wikidata  | weitere Bilder |
| Ignaz-Ziegler-Straße 64a (Standort)                                                                        | Scheune                                 | Bundwerkbau mit Satteldach, 18. Jahrhundert | D-6-74-111-91 Wikidata  | weitere Bilder |
| In Happertshausen, am Westausgang des Ortes (Standort)                                                     | Wegkapelle                              | Mit Satteldach, Eckpilastern und ornamentiertem Giebelfeld, gotisierend, 19. Jahrhundert | D-6-74-111-54 Wikidata  | weitere Bilder |
| In Happertshausen, am Nordwestausgang des Ortes (Standort)                                                 | Wegkapelle                              | Mit profiliertem Türrahmen, bezeichnet „1752“ und „1886“ | D-6-74-111-55 Wikidata  | weitere Bilder |
| Kirchplatz 65, in eine Wandnische der Schule eingesetzt (Standort)                                         | Bildstock                               | Säule auf Inschriftsockel, Aufsatz mit Kreuzigungsgruppe und Schutzmantelmadonna, Sandstein, spätbarock, bezeichnet „1750“                                                                                 | D-6-74-111-87 Wikidata  | weitere Bilder |
| Kreisstraße HAS 36, an der Straße nach Friesenhausen (Standort)                                            | Bildstock                               | Kantpfeiler auf Sockel, Aufsatz mit Herz-Jesu-Bild, Sandstein und Kalkstein, gotisierend, bezeichnet „1922“                                                                                                | D-6-74-111-59 Wikidata  | weitere Bilder |
| Lappig, zwischen zwei Bäumen an der Kreisstraße HAS 36 nach Wetzhausen nahe der Landkreisgrenze (Standort) | Bildstock                               | Sockel mit Blendmaßwerk und Tabernakelaufsatz, achteckiger Pfeiler mit Kreuzigung und Beweinung, Sandstein, neugotisch um 1880                                                                             | D-6-74-111-104 Wikidata | Bildstock      |
| Nähe Kirchplatz (Standort)                                                                                 | Katholische Pfarrkirche St. Oswald      | Saalkirche mit eingezogenem Chor, Walmdach, Fassadenturm mit Spitzhelm und Werksteingliederungen in Sandstein, klassizistisch, 1817/18; mit Ausstattung; davor sog. Wittelsbacher Jubiläumsbäume, von 1880 | D-6-74-111-47 Wikidata  | weitere Bilder |
| Pater-Matthäus-Straße 3 (Standort)                                                                         | Hoftor                                  | Mit Fußgängerpforte und klassizistischen Vasen, Sandstein, bezeichnet „1860“ | D-6-74-111-89 Wikidata  | weitere Bilder |
| Pater-Matthäus-Straße 63 (Standort)                                                                        | Hoftor                                  | Mit Fußgängerpforte, mit klassizistischen Vasen, um 1850/60 | D-6-74-111-90 Wikidata  | weitere Bilder |
| Schmittbrunnen (Standort)                                                                                  | Bildstock                               | Auf Sockel, Aufsatz mit Reliefs der 14 Nothelfer und Dreifaltigkeit, Sandstein, historistisch, um 1910 | D-6-74-111-31 Wikidata  | Bildstock      |
| Klingen;Unterer Trieb (Standort)                                                                           | Bildstock                               | Säule auf Sockel, Aufsatz mit Kreuzigung, neubarock, bezeichnet „1911“ | D-6-74-111-31 Wikidata  | Bildstock      |
| Unterer Trieb (Standort)                                                                                   | Bildstock                               | Pfeiler über Sockel, Aufsatz mit Kreuzigung und Beweinung, historistisch, um 1900 | D-6-74-111-31 Wikidata  | Bildstock      |

### Kerbfeld
| Lage                                                                | Objekt                              | Beschreibung | Akten-Nr.              | Bild                       |
| ------------------------------------------------------------------- | ----------------------------------- | --- | ---------------------- | -------------------------- |
| Aidhäuser Straße 4 (Standort)                                       | Ehemaliges Kleinbauernhaus          | Eingeschossig und traufständig, mit flachgeneigtem Satteldach, Giebel mit Zierfachwerk, 18. Jahrhundert; zur Garage umgebaut                                                                              | D-6-74-111-66 Wikidata | Ehemaliges Kleinbauernhaus |
| Aidhäuser Straße 10 (Standort)                                      | Wohnhaus                            | Zweigeschossiges traufständiges Halbwalmdachhaus, Erdgeschoss massiv mit geohrten Fensterrahmungen, Obergeschoss Fachwerk verschiefert, spätes 18. Jahrhundert                                            | D-6-74-111-94 Wikidata | weitere Bilder             |
| Aidhäuser Straße 10 (Standort)                                      | Hoftorpfeiler                       | Ornamentiert, mit Aufsätzen, Sandstein, Biedermeier, bezeichnet „1834“ | D-6-74-111-94 Wikidata | weitere Bilder             |
| Aidhäuser Straße 19 (Standort)                                      | Wohnhaus                            | Zweigeschossiges giebelständiges Frackdachhaus mit Fachwerkobergeschoss, bezeichnet 1801 | D-6-74-111-67 Wikidata | weitere Bilder             |
| Aidhäuser Straße 19 (Standort)                                      | Bildstockkopf                       | im Giebel, mit Kreuzigungsgruppe | D-6-74-111-67          | weitere Bilder             |
| Aidhäuser Straße 19 (Standort)                                      | Hoftor                              | Mit Fußgängerpforte, Spiegelpfeiler mit Aufsätzen, Sandstein, klassizistisch, um 1800 | D-6-74-111-67 Wikidata | weitere Bilder             |
| Aidhäuser Straße 21 (Standort)                                      | Wohnhaus                            | Zweigeschossiger traufständiger Satteldachbau mit Fachwerkobergeschoss, bezeichnet „1841“ | D-6-74-111-95 Wikidata | Wohnhaus                   |
| Humprechtshäuser Straße 6; Klöpperhecke 1 (Standort)                | Wohnhaus                            | Eingeschossiges und giebelständiges Satteldachhaus mit Rest einer traufseitigen Laube, 19. Jahrhundert | D-6-74-111-64 Wikidata | Wohnhaus                   |
| Humprechtshäuser Straße 13 (Standort)                               | Wohnhaus                            | Zweigeschossiger und traufständiger Satteldachbau mit Fachwerkobergeschoss, 18. Jahrhundert | D-6-74-111-63 Wikidata | Wohnhaus                   |
| In Kerbfeld, an der Straße nach Humprechtshausen (Standort)         | Bildstock                           | In Tabernakelform mit Marienkrönung, auf gebauchtem Sockel, Sandstein, spätbarock, 18. Jahrhundert | D-6-74-111-69 Wikidata | weitere Bilder             |
| In Kerbfeld (Standort)                                              | Friedhofskreuz                      | Sandstein, Sockel bezeichnet 1807, Kruzifix im Dreinageltypus, neugotisch, um 1900 | D-6-74-111-93 Wikidata | weitere Bilder             |
| In Kerbfeld (Standort)                                              | Kreuzwegstationen                   | Sandsteinädikulen mit Gusseisenreliefs, Neurenaissance, um 1900 | D-6-74-111-93 Wikidata | weitere Bilder             |
| Lindenstraße, bei der Kirche (Standort)                             | Bildstock                           | Säule auf Inschriftensockel, Aufsatz mit Heiliger Dreifaltigkeit, Sandstein, neugotisch, bezeichnet „1858“                                                                                                | D-6-74-111-62 Wikidata | weitere Bilder             |
| Lindenstraße 3 (Standort)                                           | Katholische Pfarrkirche St. Ägidius | Saalkirche mit Satteldach und Chorturm mit Spitzhelm, 1600 begonnen, 1870 erweitert; mit Ausstattung | D-6-74-111-61 Wikidata | weitere Bilder             |
| Lindenstraße 5 (Standort)                                           | Pfarrhaus                           | Zweigeschossiger Fachwerkbau mit Mansardwalmdach, Erdgeschoss zum Teil Sandsteinquader, bezeichnet „1782“ am geschnitzten Eckpfosten                                                                      | D-6-74-111-68 Wikidata | weitere Bilder             |
| Lindenstraße 24 (Standort)                                          | Bauernhaus                          | Zweigeschossiges Eckhaus mit Walmdach und Fachwerkobergeschoss, segmentbogigem Einfahrtstor und zweiarmiger Freitreppe, Erdgeschoss bezeichnet „1854“, Fachwerkobergeschoss zweite Hälfte 18. Jahrhundert | D-6-74-111-65 Wikidata | weitere Bilder             |
| Lindenstraße 24 (Standort)                                          | Hausfigur                           | Immaculata 18. Jahrhundert | D-6-74-111-65 Wikidata | BW                         |
| Nähe Humprechtshäuser Straße (Standort)                             | Bildstock                           | Säule auf Sockel, Aufsatz mit Kreuzigung, Sandstein, neubarock, um 1880/90 | D-6-74-111-70 Wikidata | weitere Bilder             |
| Von Kerbfeld zur Staatsstraße 2266, beim Rügheimer Kreuz (Standort) | Bildstock                           | Säule auf Sockel, Aufsatz mit Kreuzigungsgruppe und hl. Georg, Sandstein, Frührokoko, um 1750 | D-6-74-111-71 Wikidata | Bildstock                  |
| Von Kerbfeld zur Staatsstraße 2266, Rügheimer Straße (Standort)     | Bildstock                           | Pfeiler auf Sockel, Tabernakelaufsatz mit Muttergottes, Sandstein, neugotisch, zweite Hälfte 19. Jahrhundert                                                                                              | D-6-74-111-72 Wikidata | Bildstock                  |

### Nassach
| Lage                          | Objekt                                     | Beschreibung | Akten-Nr.               | Bild           |
| ----------------------------- | ------------------------------------------ | --- | ----------------------- | -------------- |
| An der Weth 1 (Standort)      | Wohnhaus                                   | Zweigeschossiges und giebelständiges Fachwerkhaus mit Zierfachwerk, zum Teil um 1600, straßenseitig Erdgeschoss aus Sandsteinquadern, zweiläufige Freitreppe mit Balustrade, bezeichnet „1669“ | D-6-74-111-79 Wikidata  | weitere Bilder |
| Braugasse 13 (Standort)       | Pfarrhaus                                  | Traufständiger und zweigeschossiger Fachwerkbau mit Satteldach und zweiarmiger Freitreppe, Fachwerk verschiefert, 19. Jahrhundert, mit älterem Kern                                            | D-6-74-111-77 Wikidata  | weitere Bilder |
| Braugasse 13 (Standort)       | Pfarrökonomiebauten, heute Gemeindezentrum | Traufständige eingeschossige Fachwerkscheune mit Satteldach | D-6-74-111-77 Wikidata  | weitere Bilder |
| Braugasse 13 (Standort)       | Pfarrökonomiebauten, Scheune               | Kleinere traufständige Scheune mit Satteldach und Fußwalm, Fachwerk und teilweise Hofmauer | D-6-74-111-77 Wikidata  | weitere Bilder |
| Braugasse 13 (Standort)       | Hoftor                                     | In Sandsteinquadermauer, mit fasziertem Korbbogenrahmen, 18./19. Jahrhundert, renoviert 1994                                                                                                   | D-6-74-111-77 Wikidata  | weitere Bilder |
| Fritzengrund (Standort)       | Friedhofsmauer                             | 1861 | D-6-74-111-116 Wikidata | BW             |
| Fritzengrund (Standort)       | Grabmäler                                  | Zumeist historistisch, des 19. Jahrhunderts bis 1920er Jahre. | D-6-74-111-116 Wikidata | weitere Bilder |
| Haßbergstraße 5, 7 (Standort) | Hoftor                                     | Mit Fußgängerpforte, rustizierte Pfosten mit Kugelaufsätzen, bezeichnet „1731“ | D-6-74-111-98 Wikidata  | weitere Bilder |
| Haßbergstraße 14 (Standort)   | Wirtshaus                                  | Eingeschossiges und giebelständiges Fachwerkhaus mit Satteldach, mit Backofen, um 1800 | D-6-74-111-96 Wikidata  | weitere Bilder |
| Kirchberg 1 (Standort)        | Ehemaliges Schulhaus                       | Eingeschossiger Fachwerkbau mit Mansardhalbwalmdach auf massivem Kellergeschoss, bezeichnet „1810“                                                                                             | D-6-74-111-78 Wikidata  | weitere Bilder |
| Kirchberg 3 (Standort)        | Evangelisch-lutherische Kirche             | Chorturmkirche mit Walmdach und Hausteingliederungen, Turm um 1300, Erhöhung mit Spitzhelm 1494, Langhaus Saalbau von 1806–08; mit Ausstattung                                                 | D-6-74-111-73 Wikidata  | weitere Bilder |
| Nähe Kirchberg (Standort)     | Reste des Kirchgadens                      | Mit Außenmauer aus Bruchstein, daran Fachwerkbauten mit Satteldach, 16./17. Jahrhundert; auf der Nordseite der Kirche                                                                          | D-6-74-111-73 Wikidata  | weitere Bilder |
| Mittlere Gasse 1 (Standort)   | Bauernhaus                                 | Eingeschossiges und giebelständiges Fachwerkhaus auf Quadersockel, mit traufseitiger Laube und Satteldach, bezeichnet „1810“                                                                   | D-6-74-111-99 Wikidata  | weitere Bilder |
| Mittlere Gasse 1 (Standort)   | Hoftor                                     | Mit ornamentierten Pfeilern, Biedermeier, bezeichnet „1855“ | D-6-74-111-99 Wikidata  | weitere Bilder |
| Seestraße 2 (Standort)        | Wohnhaus in Ecklage                        | Zweigeschossiges Fachwerkhaus mit Mansardwalmdach, und geschnitzter Haustür, bezeichnet „1791“                                                                                                 | D-6-74-111-97 Wikidata  | weitere Bilder |
| Seestraße 2 (Standort)        | Anbau                                      | Zweigeschossig mit Fachwerkobergeschoss und Laube, zweite Hälfte 19. Jahrhundert | D-6-74-111-97 Wikidata  | weitere Bilder |
| Torstraße 5 (Standort)        | Wohnhaus                                   | Eingeschossiger und giebelständiger Fachwerkbau mit steilem Satteldach, Giebel mit Zierfachwerk, 1702                                                                                          | D-6-74-111-74 Wikidata  | weitere Bilder |
| Torstraße 11 (Standort)       | Wohnhaus                                   | Eingeschossiges und giebelständiges Fachwerkhaus mit Mansarddach und traufseitiger Laube, 1811                                                                                                 | D-6-74-111-75 Wikidata  | weitere Bilder |
| Torstraße 13 (Standort)       | Torbau                                     | Eingeschossiger Satteldachbau, Fachwerk, teilweise Sandsteinquader, wohl 17./18. Jahrhundert; am Nordwestrand des Dorfes                                                                       | D-6-74-111-76 Wikidata  | weitere Bilder |

### Rottenstein
| Lage                         | Objekt                                    | Beschreibung                                                               | Akten-Nr.               | Bild           |
| ---------------------------- | ----------------------------------------- | -------------------------------------------------------------------------- | ----------------------- | -------------- |
| Forsthausstraße 6 (Standort) | Ehemaliges Mühlenanwesen, Wohnhaus        | Eingeschossiges Fachwerkhaus mit Satteldach auf massivem Sockel, bez. 1767 | D-6-74-111-80 Wikidata  | weitere Bilder |
| Forsthausstraße 6 (Standort) | Ehemaliges Mühlenanwesen, Fachwerkscheune | 1. Hälfte 19. Jhd.                                                         | D-6-74-111-80           | BW             |
| Forsthausstraße 6 (Standort) | Ehemaliges Mühlenanwesen, Kellerhaus      | Fachwerk und Gewölbekeller, 19. Jhd.                                       | D-6-74-111-80           | BW             |
| Forsthausstraße 8 (Standort) | Wohnhaus                                  | Eingeschossiges Satteldachhaus mit Fachwerk, bezeichnet „1793“             | D-6-74-111-100 Wikidata | weitere Bilder |
| Forsthausstraße 9 (Standort) | Hoftor                                    | Mit Fußgängerpforte und Kugelaufsätzen, Ende 18. Jahrhundert               | D-6-74-111-101 Wikidata | weitere Bilder |

## Abgegangene Baudenkmäler
In diesem Abschnitt sind Objekte aufgeführt, die früher einmal in der Denkmalliste eingetragen waren, jetzt aber nicht mehr existieren, z. B. weil sie abgebrochen wurden. Aktennummern in diesem Abschnitt sind ehemalige, jetzt nicht mehr gültige Aktennummern.

| Lage                                      | Objekt                        | Beschreibung | Akten-Nr.                       | Bild |
| ----------------------------------------- | ----------------------------- | --- | ------------------------------- | ---- |
| Aidhausen Kaiserstraße 1 (Standort)       | Hofanlage, Wirtschaftsgebäude | Mit Fachwerkobergeschoss, 19. und 20. Jahrhundert; abgerissen                                                                                             | D-6-74-111-8 zugehörig Wikidata | BW   |
| Aidhausen Kaiserstraße 1 (Standort)       | Hofanlage, Wirtschaftsgebäude | Mit Fachwerkobergeschoss, 19. und 20. Jahrhundert; abgerissen                                                                                             | D-6-74-111-8 zugehörig Wikidata | BW   |
| Aidhausen Gartenstraße 1 (Standort)       | Wohnstallhaus                 | Eingeschossiger und giebelständiger Satteldachbau, Giebel mit Zierfachwerk, erste Hälfte 18. Jahrhundert, Erdgeschoss um 1900 massiv erneuert; abgerissen | D-6-74-111-108 Wikidata         | BW   |
| Aidhausen Pater-Kraus-Straße 2 (Standort) | Fachwerkhaus                  | 18./19. Jahrhundert | D-6-74-111-15                   | BW   |

## Ehemalige Baudenkmäler
In diesem Abschnitt sind Objekte aufgeführt, die früher einmal in der Denkmalliste eingetragen waren, jetzt aber nicht mehr. Objekte, die in anderem Zusammenhang also z. B. als Teil eines Baudenkmals weiter eingetragen sind, sollen hier nicht aufgeführt werden. Aktennummern in diesem Abschnitt sind ehemalige, jetzt nicht mehr gültige Aktennummern.

| Lage                                                                   | Objekt                       | Beschreibung         | Akten-Nr.              | Bild |
| ---------------------------------------------------------------------- | ---------------------------- | -------------------- | ---------------------- | ---- |
| Aidhausen Nördliches Ortsende an der Straße nach Wettringen (Standort) | Bildstock                    | Mit Reliefs, um 1700 | D-6-74-111-28 Wikidata | BW   |
| Friesenhausen Dalbergstraße 9 (Standort)                               | Erdgeschossiges Walmdachhaus | 18. Jahrhundert      | D-6-74-111-39 Wikidata | BW   |